# گوئیانگ

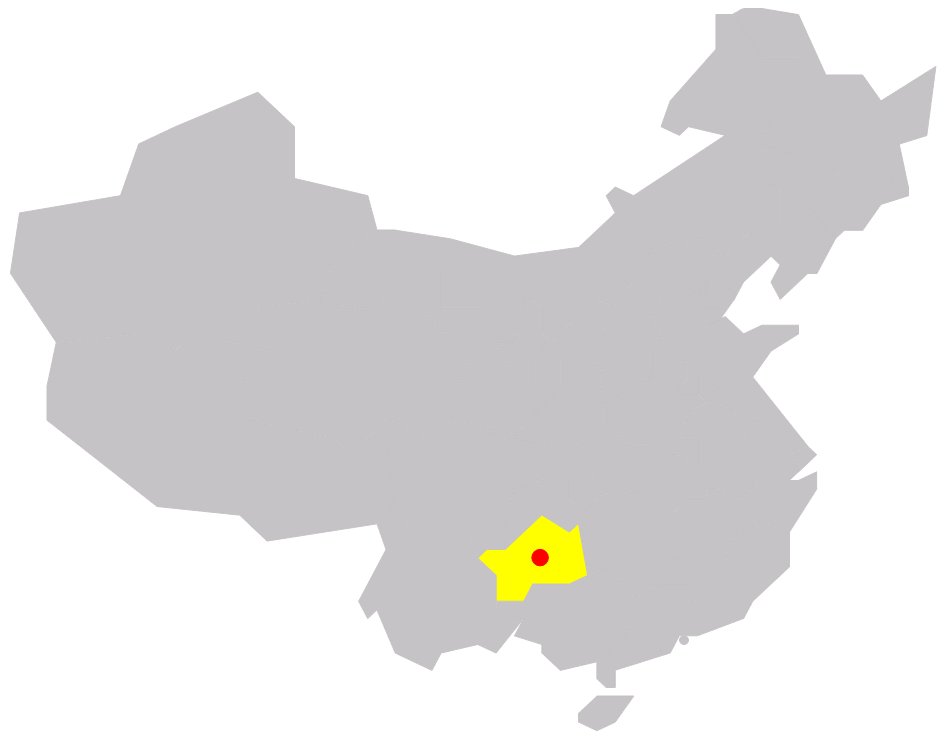
محل شهر گوئیانگ در استان گوی‌ژوو چین.

گوئیانگ (چینی ساده‌شده: 贵阳، چینی سنتی: 貴陽) مرکز استان گوی‌ژوو جمهوری خلق چین است.
شهر گوئیانگ در خاور دشت یونگوئی و در کرانهٔ شمالی رودخانهٔ نانمینگ واقع شده. بلندای این شهر از سطح دریا ۱۱۰ متر است.
این شهر نخستین بار در سال ۱۲۸۳ میلادی در زمان دودمان مغولی یوآن بنیاد شد. نام اصلی آن شونیوآن (順元) به معنی فرمانبردار یوآن (فرمانروایان مغول) بود.
جمعیت این شهر در سال ۲۰۰۳ برابر با ۱٫۶۵ میلیون بود و جمعیت منطقه شهری و حومه‌ای آن (بخش گوئیانگ) ۳٫۴۵ میلیون نفر بود.
در سرشماری سال ۲۰۰۰ جمعیت شهر گوئیانگ به ۳٫۷۱۸٫۴۴۹ رسیده بود.

## اقلیت‌های قومی
اقلیت‌های قومی در شهر گوئیانگ:
| اقلیت قومی            | جمعیت     | درصد   |
| --------------------- | --------- | ------ |
| هان                   | ۳٫۱۴۴٫۵۳۰ | ۸۴٬۵۷٪ |
| میائو                 | ۲۲۶٫۰۷۲   | ۶٬۰۸٪  |
| بویی                  | ۱۸۳٫۰۶۹   | ۴٬۹۲٪  |
| توجیا                 | ۳۰٫۱۲۷    | ۰٬۸۱٪  |
| قومیت خود را نگفته‌اند | ۲۹٫۴۳۹    | ۰٬۷۹٪  |
| یی                    | ۲۹٫۲۸۲    | ۰٬۷۹٪  |
| دونگ                  | ۲۰٫۸۹۲    | ۰٬۵۶٪  |
| گلائو                 | ۱۵٫۴۵۵    | ۰٬۴۲٪  |
| بای                   | ۹٫۳۵۹     | ۰٬۲۵٪  |
| هوئی                  | ۸٫۳۲۷     | ۰٬۲۲٪  |
| منچو                  | ۵٫۶۲۶     | ۰٬۱۵٪  |
| ژوآنگ                 | ۴٫۳۹۹     | ۰٬۱۲٪  |
| سوئی                  | ۳٫۲۰۴     | ۰٬۰۹٪  |
| مغول                  | ۳٫۰۸۰     | ۰٬۰۸٪  |
| لی                    | ۲٫۰۴۴     | ۰٬۰۵٪  |
| یائو                  | ۶۱۰       | ۰٬۰۲٪  |
| مولام                 | ۴۰۹       | ۰٬۰۱٪  |
| دیگران                | ۲٫۵۲۵     | ۰٬۰۷٪  |